# Shīt-e Kamarzard
Shīt-e Kamarzard (persiska: شیت کمرزرد, Shīţ) är en ort i Iran.   Den ligger i provinsen Kermanshah, i den västra delen av landet, 500 km väster om huvudstaden Teheran. Shīt-e Kamarzard ligger 1 434 meter över havet och antalet invånare är 322.
Terrängen runt Shīt-e Kamarzard är kuperad österut, men västerut är den platt. Runt Shīt-e Kamarzard är det ganska tätbefolkat, med 100 invånare per kvadratkilometer. Närmaste större samhälle är Ḩomeyl, 14,2 km söder om Shīt-e Kamarzard. Omgivningarna runt Shīt-e Kamarzard är i huvudsak ett öppet busklandskap.